# Nikolaus de Insula
Nikolaus de Insula auch Konrad vom Werder († 1409 in Venedig) war ab 1393 Domherr in Lübeck, wo er ab 1398 auch die Propstei innehatte, und von 1398 bis 1404 Domherr zu Schwerin, Hamburg und Bremen.

## Leben
Nikolaus de Insula wurde ab 10. August 1385 als Magister, in decretis licentiatus, clericus und presbyter der Diözese Schwerin bezeichnet. Vom 29. Mai 1393 bis zur Resignation am 26. Mai 1400 war er Archidiakon von Müritz. Am 29. Mai 1393 erhielt er noch eine Provision mit Kanonikat und Präbende zu Schwerin und dem Archidiakonat zu Tribsees.
Als Domherr zu Schwerin ist Nikolaus vom 7. Dezember 1398 bis zum 11. November 1404 nachweisbar. Zur gleichen Zeit war er auch in Stralsund Vikar mit einer Almosenpräbende und Vikar an der Schloßkapelle Putbus auf der Insel Rügen.
Ab dem 29. Mai 1393 ist Nikolaus Insula als Domherr zu Lübeck nachweisbar. Vor seiner Domherrenzeit prozessierte er mit Johann Junge, der 1389 ermordet wurde, um eine Lübecker Pfründe. Ab 23. März 1398 hatte er auch die Lübecker Propstei inne. Am 7. Dezember 1398 tauschte er diese mit Johann von Gatzekow gegen das Dekanat zu Lübeck, doch der Tausch wurde nach nur neun Tagen rückgängig gemacht. Nikolaus blieb so bis zum 5. Mai 1408 Inhaber der Propstei.
Ab dem 7. Dezember 1398 war Nikolaus auch Domherr zu Bremen und Hamburg. In Hamburg übte er bis zum 11. November 1404 das Amt des Domherrn und das des Thesaurars aus. Von 1393 bis 1399 war Nikolaus auch päpstlicher Kollektor und zusammen mit Ludovicus de Ballionibus, dem Agenten der Medici in Lübeck, verantwortlich für das Einsammeln und Weiterleiten der päpstlichen Kollekten in Nordeuropa. Er verstarb auf einer Pilgerreise in das Heilige Land in Venedig vor dem 7. Juli 1409, da zu diesem Zeitpunkt die Lübecker Propstei schon an Berthold Rike vergeben war.